# Coliruhr der Saug- und Absatzferkel
Die Coliruhr oder Colidiarrhö der Saug- und Absatzferkel ist eine Durchfallerkrankung bei Ferkeln, die durch das Bakterium Escherichia coli verursacht wird.

## Ätiologie
Die Erreger der Coliruhr bei Saug- und Absatzferkeln sind ETEC-Stämme von E. coli. Viele verschiedene O-Gruppen werden isoliert, darunter am häufigsten das O-Antigen 149. Unter den Fimbrien dominiert der Typ 4 (K88). Mittels dieser Fimbrien docken die Bakterien an der Darmschleimhaut an. Es kommt aber nicht zu einer Entzündung der Darmschleimhaut, sondern der Durchfall wird durch die Wirkung der von den Bakterien gebildeten Enterotoxinen ausgelöst.

## Klinik
Es kommt zu wässrig-gelben (bei Zufütterung bräunlichen) Durchfällen mit nachfolgender Austrocknung. Die Sauglust ist meist erhalten. Die Ferkel wirken abgemagert und struppig. Die Morbiditätsrate liegt oft bei 100 %, ohne Behandlung ist auch die Mortalitätsrate hoch.

## Diagnose
Die einzig sichere Diagnose ist der bakteriologische Nachweis von ETEC im oberen Dünndarm bei frisch verendeten, nicht vorbehandelten Ferkeln. Differentialdiagnostisch ist insbesondere die Transmissible Gastroenteritis abzugrenzen.

## Therapie
Eine sofortige orale oder parenterale Antibiotikatherapie ist anzuraten. Zur Verhinderung von Resistenzen sollte auch ein Antibiogramm angefertigt werden. Außerdem ist auf eine ausreichende Wasserversorgung und genügend Wärme zu achten.
Zur Prophylaxe ist eine gute Stallhygiene zu empfehlen. Es existiert eine Muttertierschutzimpfung. Ebenso gibt es ein Antikörperpräparat zum Beimischen in das Sauenfutter um den Geburtstermin bzw. in das Futter der Absatzferkel um den Absatztermin herum.